# Omikron Tauri
Omikron Tauri (ο Tauri , förkortat Omikron Tau, ο Tau) som är stjärnans Bayerbeteckning, är en dubbelstjärna  belägen i den sydvästra delen av stjärnbilden Oxen. Den har en skenbar magnitud på 3,61 och är synlig för blotta ögat. Baserat på parallaxmätning inom Hipparcosuppdraget på ca 11,2 mas, beräknas den befinna sig på ett avstånd av ca 290 ljusår (89 parsek) från solen.

## Egenskaper
Omikron Tauri är en vit till gul jättestjärna av spektralklass G6 III. Den har en massa som är 3,0 gånger solens massa och en uppskattad radie som är 15,1 gånger större än solens. Den utsänder från dess fotosfär ca 155 gånger mera energi än solen vid en effektiv temperatur på ca 5 180 K.
Omikron Tauri är rapporterad som en enkelsidig spektroskopisk dubbelstjärna med två komponenter som kretsar kring varandra med en omloppstid på 1 655 dygn och med en excentricitet på 0,263.